# Trey Burke (basket-ball)
Pour les articles homonymes, voir Trey Burke et Burke.
Alfonso Clark « Trey » Burke III, né le 12 novembre 1992 à Columbus dans l'Ohio, est un joueur américain de basket-ball. Il évolue au poste de meneur.

## Biographie

### Carrière universitaire

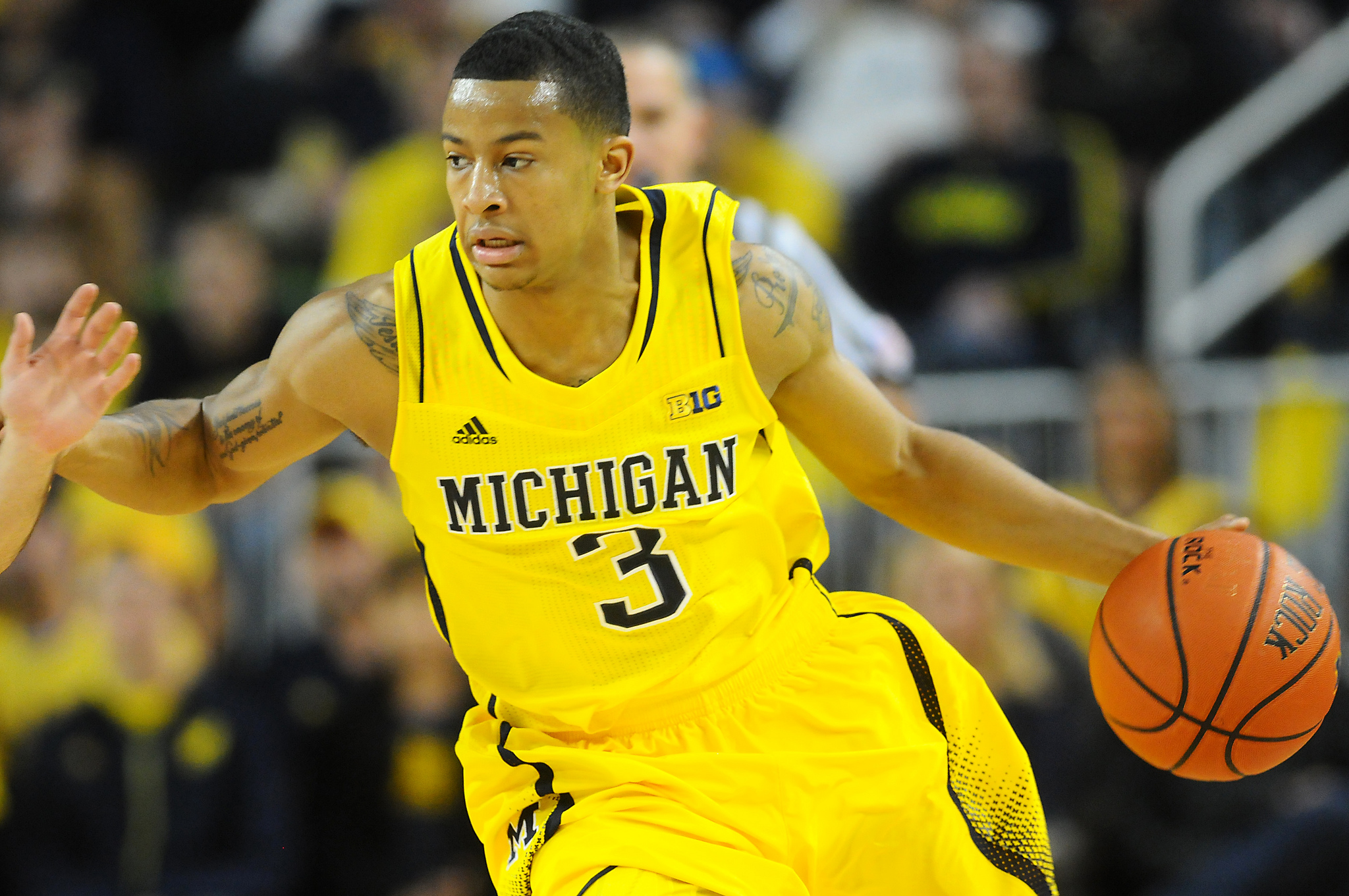
Trey Burke en décembre 2012.

À la fin de sa deuxième année universitaire avec les Wolverines du Michigan, Trey Burke remporte le trophée Wooden et le Naismith College Player of the Year 2013.
Trey Burke mène son équipe jusqu'à la finale du Championnat NCAA de basket-ball 2013 qu'il perd contre les Cardinals de Louisville.

### Carrière en NBA

#### Jazz de l'Utah (2013-2016)
Trey Burke se présente à la draft 2013 de la NBA et fait partie des jeunes joueurs invités dans la Green Room, ce qui signifie qu'il est considéré comme l'un des joueurs qui vont être sélectionnés dans les premiers rangs de la draft.
Il est sélectionné en 9e position par les Timberwolves du Minnesota, mais il est échangé directement et rejoint le Jazz de l'Utah. Il se blesse à un doigt pendant la pré-saison, ses débuts en NBA sont donc retardés. Cependant, dès son retour, le Jazz commence à gagner quelques matchs après un début catastrophique, et Trey Burke réalise de bonnes performances, avec notamment une rencontre très complète où il est proche du triple-double face aux Kings de Sacramento : 10 rebonds, 7 passes et 19 points.
Il participe au Rising Star Challenge 2014, et est nommé rookie du mois de la conférence Ouest pour les mois de décembre, janvier et avril,. Burke réalise des statistiques de 12,8 points, 2,9 rebonds et 5,7 passes à la fin de la saison, et son équipe termine avec 25 victoires de 57 défaites dans une conférence Ouest très relevée.
Durant l'été, il participe à un stage de préparation à la Coupe du Monde 2014 avec Team USA du 28 au 31 juillet.
Il commence sa deuxième saison dans la ligue assez timidement, avec une adresse plutôt faible, même s'il réalise quelques coups d'éclats avec notamment un buzzer beater au Madison Square Garden face aux Knicks le 14 novembre. 
Il égale le plus grand nombre de paniers à 3 points tentés sans en réussir un seul en un match avec 11 tirs manqués contre les Hawks d'Atlanta le 2 janvier 2015.
Son entraîneur décide de le faire débuter sur le banc à partir du All-Star Game, en tant que 6e homme, en lieu et place de Dante Exum, le jeune meneur australien que le Jazz a drafté en 5e position. Ce choix s'avère payant puisque Trey Burke enregistre des moyennes statistiques bien meilleures, avec le même temps de jeu. Cette évolution semble bénéfique à Utah, d'autant que le jeune pivot Rudy Gobert apparaît comme une révélation, surtout défensivement. Le jeune meneur termine la saison avec des moyennes de 12,8 points, 2,7 rebonds et 4,3 passes, tandis que le Jazz atteint 38 victoires (pour 44 défaites) cette saison.

#### Wizards de Washington (2016-2017)
En juillet 2016, il est envoyé aux Wizards de Washington contre un deuxième tour de la draft 2021 de la NBA. Il ne convainc pas les Wizards et évolue comme troisième meneur derrière John Wall et Brandon Jennings. À la fin de la saison, les Wizards ne le gardent pas. Il évolue avec les Knicks de Westchester, équipe de G-League, au début de la saison 2017-2018 et est le deuxième meilleur marqueur. En janvier 2018, les Knicks de New York le font venir.

#### D'équipe en équipe
En février 2020, Burke est licencié par les 76ers de Philadelphie. En juin 2020, Burke rejoint les Mavericks de Dallas pour finir la saison 2019-2020, décalée en raison de la pandémie de Covid-19. Il pallie l'absence sur blessure de Jalen Brunson.
À l'intersaison 2020, il re-signe avec les Mavericks de Dallas pour trois ans et 10 millions de dollars.
En juin 2022, Trey Burke est envoyé vers les Rockets de Houston avec Boban Marjanović, Marquese Chriss, Sterling Brown et le 26e choix de la draft 2022 contre Christian Wood.
Fin septembre 2022, il est à nouveau transféré, vers le Thunder d'Oklahoma City en compagnie de David Nwaba, Sterling Brown et Marquese Chriss contre Théo Maledon, Derrick Favors, Ty Jerome, Maurice Harkless et un second tour de draft 2025. Il est coupé le 17 octobre 2022.

## Clubs successifs

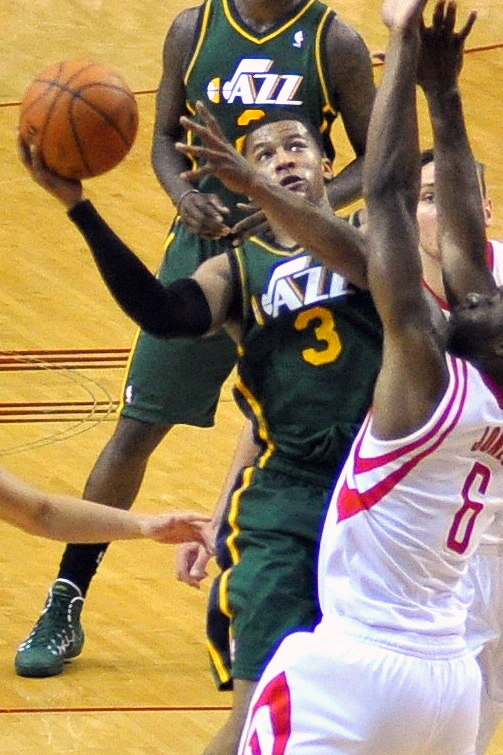
Trey Burke en mars 2014.

- 2011-2013 :  Wolverines du Michigan (NCAA)
- 2013-2016 :  Jazz de l'Utah (NBA)
- 2016-2017 :  Wizards de Washington (NBA)
- 2017-2018 :
  -  Knicks de Westchester (G League)
  -  Knicks de New York (NBA)
- 2018-2019 : 
  -  Knicks de New York (NBA)
  -  Mavericks de Dallas (NBA)
- 2019-2020 : 
  -  76ers de Philadelphie (NBA)
  -  Mavericks de Dallas (NBA)

## Palmarès
- NBA All-Rookie First Team en 2013-2014.
- 3 fois Rookie du mois de la Conférence Ouest (décembre 2013, janvier et avril 2014).

## Statistiques

### Universitaires
| Saison    | Équipe   | Matchs | Titul. | Min./m | % Tir | % 3pts | % LF | Rbds/m. | Pass/m. | Int/m. | Ctr/m. | Pts/m. |
| --------- | -------- | ------ | ------ | ------ | ----- | ------ | ---- | ------- | ------- | ------ | ------ | ------ |
| 2011-2012 | Michigan | 34     | 32     | 36,1   | 43,3  | 34,8   | 74,4 | 3,47    | 4,59    | 0,91   | 0,38   | 14,82  |
| 2012-2013 | Michigan | 39     | 39     | 35,2   | 46,3  | 38,4   | 80,1 | 3,18    | 6,67    | 1,59   | 0,51   | 18,64  |
| Carrière  | Carrière | 73     | 71     | 35,6   | 45,0  | 36,7   | 77,7 | 3,32    | 5,70    | 1,27   | 0,45   | 16,86  |

### Professionnelles

#### Saison régulière NBA
| Saison    | Équipe       | Matchs | Titul. | Min./m | % Tir | % 3pts | % LF | Rbds/m. | Pass/m. | Int/m. | Ctr/m. | Pts/m. |
| --------- | ------------ | ------ | ------ | ------ | ----- | ------ | ---- | ------- | ------- | ------ | ------ | ------ |
| 2013-2014 | Utah         | 70     | 68     | 32,3   | 38,0  | 33,0   | 90,3 | 2,97    | 5,66    | 0,60   | 0,09   | 12,79  |
| 2014-2015 | Utah         | 76     | 43     | 30,1   | 36,8  | 31,8   | 75,2 | 2,68    | 4,32    | 0,86   | 0,20   | 12,80  |
| 2015-2016 | Utah         | 64     | 0      | 21,3   | 41,3  | 34,4   | 81,7 | 1,75    | 2,31    | 0,55   | 0,09   | 10,61  |
| 2016-2017 | Washington   | 57     | 0      | 12,3   | 45,7  | 44,3   | 75,9 | 0,80    | 1,80    | 0,20   | 0,10   | 5,00   |
| 2017-2018 | New York     | 36     | 9      | 21,8   | 50,3  | 36,2   | 64,9 | 2,00    | 4,70    | 0,70   | 0,10   | 12,80  |
| 2018-2019 | New York     | 33     | 7      | 20,9   | 41,3  | 34,9   | 82,7 | 1,90    | 2,80    | 0,60   | 0,20   | 11,80  |
| 2018-2019 | Dallas       | 25     | 1      | 17,4   | 46,3  | 35,6   | 83,7 | 1,50    | 2,60    | 0,50   | 0,10   | 9,70   |
| 2019-2020 | Philadelphie | 25     | 0      | 13,2   | 46,5  | 42,1   | 72,2 | 1,40    | 2,10    | 0,30   | 0,00   | 5,90   |
| 2019-2020 | Dallas       | 8      | 1      | 23,9   | 42,7  | 43,2   | 90,9 | 1,90    | 3,80    | 1,10   | 0,10   | 12,00  |
| 2020-2021 | Dallas       | 62     | 1      | 14,7   | 42,8  | 35,4   | 89,5 | 0,90    | 1,30    | 0,60   | 0,10   | 6,60   |
| 2021-2022 | Dallas       | 42     | 0      | 10,5   | 39,1  | 31,7   | 87,0 | 0,80    | 1,40    | 0,30   | 0,00   | 5,10   |
| Carrière  | Carrière     | 498    | 130    | 20,9   | 41,0  | 34,5   | 81,0 | 1,80    | 3,10    | 0,60   | 0,10   | 9,60   |

Dernière mise à jour le 16 juin 2022.

#### Playoffs NBA
| Saison   | Équipe     | Matchs | Titul. | Min./m | % Tir | % 3pts | % LF  | Rbds/m. | Pass/m. | Int/m. | Ctr/m. | Pts/m. |
| -------- | ---------- | ------ | ------ | ------ | ----- | ------ | ----- | ------- | ------- | ------ | ------ | ------ |
| 2017     | Washington | 3      | 0      | 6,6    | 00,0  | 00,0   | 00,0  | 0,00    | 1,70    | 0,00   | 0,00   | 0,00   |
| 2020     | Dallas     | 6      | 3      | 26,0   | 50,8  | 47,1   | 60,0  | 3,20    | 2,00    | 1,30   | 0,30   | 12,30  |
| 2021     | Dallas     | 2      | 0      | 8,5    | 00,0  | 00,0   | 50,0  | 0,50    | 0,50    | 0,00   | 0,00   | 0,50   |
| 2022     | Dallas     | 10     | 0      | 3,7    | 50,0  | 40,0   | 100,0 | 0,30    | 0,40    | 0,10   | 0,00   | 3,20   |
| Carrière | Carrière   | 21     | 3      | 11,0   | 44,6  | 37,5   | 72,2  | 1,10    | 1,00    | 0,40   | 0,10   | 5,10   |

## Records sur une rencontre en NBA
Les records personnels de Trey Burke en NBA sont les suivants, :
| Type de statistique        | Saison régulière | Saison régulière            | Saison régulière | Playoffs | Playoffs                  | Playoffs      |
| Type de statistique        | Record           | Adversaire                  | Date             | Record   | Adversaire                | Date          |
| -------------------------- | ---------------- | --------------------------- | ---------------- | -------- | ------------------------- | ------------- |
| Points                     | 42               | @ Hornets de Charlotte      | 26 mars 2018     | 25       | Clippers de Los Angeles   | 23 août 2020  |
| Paniers marqués            | 19               | @ Hornets de Charlotte      | 26 mars 2018     | 10       | Clippers de Los Angeles   | 23 août 2020  |
| Paniers tentés             | 31               | @ Hornets de Charlotte      | 26 mars 2018     | 14       | Clippers de Los Angeles   | 23 août 2020  |
| Paniers à 3 points réussis | 8                | Rockets de Houston          | 31 juillet 2020  | 4        | Clippers de Los Angeles   | 23 août 2020  |
| Paniers à 3 points tentés  | 13               | Timberwolves du Minnesota   | 23 mars 2015     | 5        | 2 fois                    | 2 fois        |
| Lancers francs réussis     | 10               | @ Timberwolves du Minnesota | 16 avril 2014    | 3        | @ Jazz de l'Utah          | 21 avril 2022 |
| Lancers francs tentés      | 10               | 2 fois                      | 2 fois           | 4        | @ Clippers de Los Angeles | 19 août 2020  |
| Rebonds offensifs          | 3                | 7 fois                      | 7 fois           | 1        | 3 fois                    | 3 fois        |
| Rebonds défensifs          | 9                | Kings de Sacramento         | 7 décembre 2013  | 9        | Clippers de Los Angeles   | 30 août 2020  |
| Rebonds totaux             | 10               | Kings de Sacramento         | 7 décembre 2013  | 9        | Clippers de Los Angeles   | 30 août 2020  |
| Passes décisives           | 15               | 2 fois                      | 2 fois           | 3        | 2 fois                    | 2 fois        |
| Interceptions              | 4                | 5 fois                      | 5 fois           | 2        | 3 fois                    | 3 fois        |
| Contres                    | 2                | 7 fois                      | 7 fois           | 1        | 2 fois                    | 2 fois        |
| Balles perdues             | 7                | 2 fois                      | 2 fois           | 2        | Clippers de Los Angeles   | 23 août 2020  |
| Minutes jouées             | 48               | @ Timberwolves du Minnesota | 16 avril 2014    | 37       | Clippers de Los Angeles   | 23 août 2020  |

- Double-double : 15
- Triple-double : 0

Dernière mise à jour : 2 août 2022